# Ulf Lingärde
Ulf Lingärde, född 1944, död 2001, var en svensk datakonsult, skribent och författare.